# غافين براون (غطاس)
غافين براون (بالإنجليزية: Gavin Brown) هو غطاس بريطاني، ولد في 9 أغسطس 1984، وتوفي في 8 أبريل 2007.